# Дом литературы Аргау
Дом литерату́ры Арга́у (Арга́уский дом литерату́ры, Арга́уский литерату́рный дом, Литерату́рный дом Арга́у; нем. Aargauer Literaturhaus) — культурное учреждение в Ленцбурге (кантон Аргау, Швейцария), занимающееся популяризацией литературы и литературных практик. Регулярно проводит авторские выступления, читательские конференции, литературные курсы для всех возрастов. Основан в 2004 году. Расположен в городском культурном центре Мюллерхаус — памятнике архитектуры XVIII века, одной из главных достопримечательностей в списке объектов культурного наследия Ленцбурга.
При Доме литературы функционирует одноместная писательская резиденция (с правом проживания до трёх месяцев) — студия «Ателье Мюллерхаус» (нем. Atelier Müllerhaus).

## История
Мюллерхаус (Дом Мюллеров) — трёхэтажный раннеклассический особняк по улице Блайхерайн, 7, «красивейший дом в Аргау» в полукилометре от холма с Ленцбургским замком — был построен в 1785 году по заказу ленцбургского хлопкового промышленника Готлиба Хюнерваделя бернским архитектором Карлом Агасфером фон Зиннером. В 1903 году, после экономического упадка династии Хюнерваделей в конце XIX века, пустующее здание приобрёл врач Адольф Мюллер-Фишер (нем. Adolf Müller-Fischer), открывший там свою медицинскую практику и поселившийся с семьёй на втором этаже. С 1987 года памятник архитектуры принадлежит культурно-благотворительному Фонду доктора Ханса Мюллера (1897—1989) и Гертруды Мюллер (1901—2001) — детей и наследников А. Мюллер-Фишера (нем. Stiftung Dr. Hans Müller und Gertrud Müller). В 2004 году, в порядке реализации гражданской инициативы, поддержанной Фондом Мюллеров и Попечительским советом Аргау (нем. Aargauer Kuratorium), с 2010 года — главным финансовым партнёром учреждения, Мюллерхаус стал официальным адресом кантонального Дома литературы.

## Деятельность
Под эгидой Дома, позиционирующего себя как «место для Слова, место для встреч читателей и писателей, гостеприимный дом для литературы и преданных ей людей» (нем. Ein Ort fürs Wort, ein Treffpunkt für Lesende und Schreibende, ein gastliches Haus für Literatur und Menschen, die ihr zugewandt sind), регулярно проводятся выступления известных авторов, читательские конференции, курсы писательского мастерства и заинтересованного критического чтения для детей, молодёжи и взрослых, другие литературные мероприятия национального и международного уровня.
Трижды в год известный зарубежный писатель или переводчик имеет возможность воспользоваться для отдыха и творчества трёхмесячной резиденцией при Доме Литературы — студией «Ателье Мюллерхаус» — по персональному приглашению руководства Дома. Гостями студии были Фелицитас Хоппе (Германия), Марсель Байер (Германия), Сесиль Вайсброт (Франция), Ольга Грязнова (Германия), Марион Пошманн (Германия), Курт Драверт (Германия), Юлия Рабинович (Австрия), Зильке Шойерманн (Германия), Стефан Томе (Германия), Ярослав Рудиш (Чехия), Урсула Крехель (Германия), Томас Хеттхе (Германия), Мирко Бонне (Германия), Лутц Зайлер (Германия), Михаэль Ставарич (Австрия), Барбара Хонигманн (Германия), Михаэль Клееберг (Германия), Ян Конеффке (Германия), Мария Сесилия Барбетта (Германия) и другие авторы.
Согласно программному манифесту Дома, его первоочередная задача — «не мифологизировать литературную практику как „демократическую“, но сделать её яркой и общедоступной. Сегодня Дом литературы заменяет собой ещё и дом сериалов, фильмов, видеоигр и подкастов — в нём архивируется, изучается, распространяется и пропагандируется культурная техника повествования, чьи тропы и мемы давно вышли за пределы всех медийных границ. Таким образом, Дом литературы — это дом с открытыми дверями: мастерская, не просто опосредующая литературу, но со-порождающая и инкубирующая её внутри себя».

## Руководители
- 2004—2011 — Андреас Неезер[нем.] (нем. Andreas Neeser)[7]
- 2010 (временно) — Свенья Херрманн[нем.] (нем. Svenja Herrmann), Мартина Куони (нем. Martina Kuoni)[7]
- 2012—2013 — Зибилле Биррер (нем. Sibylle Birrer)[7]
- 2013—2022 — Беттина Шпёрри[нем.] (нем. Bettina Spoerri)[7]
- С 2022 — Седрик Вайдманн (нем. Cédric Weidmann)[7]